# Xuanhuaceratops niei
Lo xuanhuaceratopo (Xuanhuaceratops niei) è un dinosauro erbivoro appartenente ai ceratopsi.  I suoi resti sono stati ritrovati in Cina (provincia di Hebei) in terreni risalenti al Giurassico superiore (circa 150 milioni di anni fa).

## Descrizione
Conosciuto per alcuni esemplari molto incompleti, questo dinosauro doveva essere un piccolo erbivoro lungo circa un metro e mezzo, dalle forme leggere e dotato di lunghe zampe posteriori. I resti noti comprendono due crani incompleti, vertebre, uno scapolarcoracoide, un omero e un ischio. Il cranio era dotato di un becco ricurvo che prefigura quello dei successivi ceratopsi. 

## Problemi di descrizione
I resti fossili di questo animale sono noti fin dagli anni '80; nel 1986 venne attribuito a questo dinosauro un nome informale, “Xuanhuasaurus”, che rimase un nomen nudum per vent'anni. Solo nel 2006 questo dinosauro venne descritto scientificamente, e gli venne dato il nome di Xuanhuaceratops. 

## Classificazione
Lo xuanhuaceratopo è stato spesso accostato a un altro animale simile del Giurassico cinese, Chaoyangsaurus. Entrambi questi dinosauri vennero dapprima considerati marginocefali ancestrali, possibili antenati dei dinosauri con cranio a cupola (pachicefalosauri) e dei dinosauri cornuti (ceratopsi); successivamente vennero ritenuti membri primitivi di questi ultimi, ancor più basali rispetto a forme come Psittacosaurus.